# Ri Il-jin
Dans ce nom coréen, le nom de famille, Ri, précède le nom personnel.
Ri Il-jin (en hangeul : 리일진), né le 20 août 1993, est un footballeur international nord-coréen. Il joue actuellement avec le Sobaeksu SC au poste de défenseur.